# Шандор Такач
Шандор Такач (угор. Takács Sándor; нар. 10 лютого 1893, Мішкольц - 22 квітня 1932, Будапешт) – угорський шахіст, олімпійський призер.
1928 року разом з Ернстом Ґрюнфельдом виграв турнір у Відні. Поділив 1-ше місце з Едгаром Колле і Френком Маршаллом в Гастінгсі в 1929 році. Того ж року на сильному турнірі за запрошенням в Рогашці Слатині посів 3-тє місце разом з Гезою Мароці і Васьою Пірцом, позаду Акіби Рубінштейна і Сало Флора. На олімпіаді в Гамбурзі в 1930 році виграв срібну медаль у складі збірної Угорщини.
За даними ретроспективного системи Chessmetrics, максимальну силу гри показував у вересні 1926 року, займаючи тоді 20-те місце у світі.